# Liu Yongfu

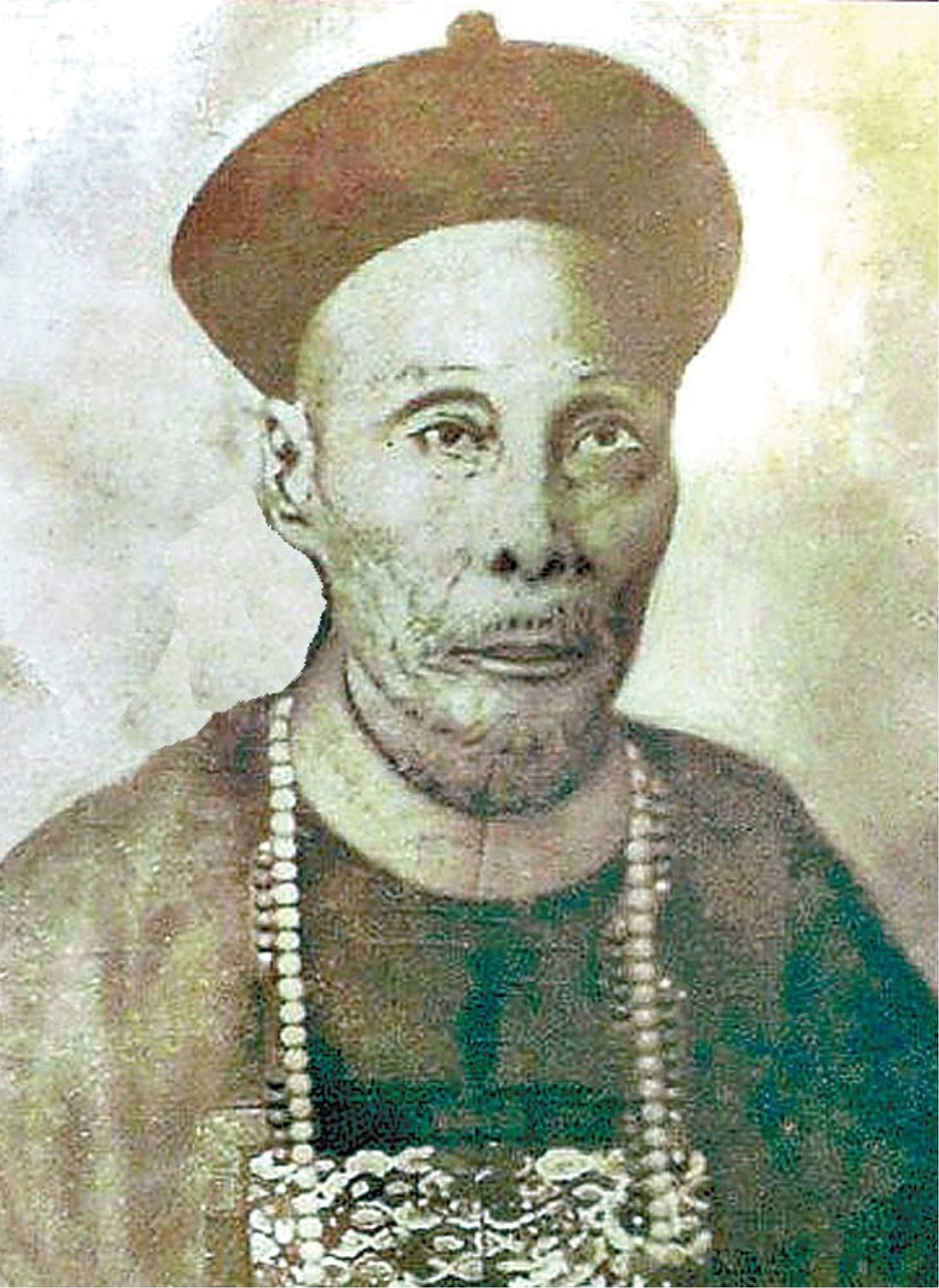
Liu Yongfu

Liu Yongfu (chinesisch 劉 永福; geboren 10. Oktober 1837 in Qinzhou, Provinz Guangdong, (China); gestorben 9. Januar 1917 in China) war ein chinesischer Militärkommandant, Held der Vertreibung der Ausländer in China am Ende der Qing-Dynastie.

## Leben und Wirken
Liu Yongfu soll dem Geheimbund „Himmel und Erde“ angehört haben. Nach dem Ende  des Taiping-Aufstands reisten er mit Go Kon (呉 鯤) nach Vietnam zur Zeit der Nguyễn-Dynastie. Im Jahr 1867 gründete er die „Schwarze Flaggen Armee“ und übernahm die Kontrolle über den Oberlauf des Roten Flusses.
Durch den Handel mit Vietnam und Yunnan bildete er einen mächtigen, halbunabhängigen Staat. Im Jahr 1873 griff Francis Garnier, ein französischer Marineoffizier, zusammen mit der vietnamesischen Armee Hanoi an, erlitt aber eine Niederlage. 1883 besiegte Liu Henri Rivière (1827–1883), der Hanoi besetzte. Während des Chinesisch-Französischen Kriegs kämpfte er im Gefolge von Tang Jingsong, der von der Qing-Dynastie als Minister für Wirtschaft und Strategie nach Tonkin (Nordvietnam) entsandt worden war. Aber  aufgrund des Vertrags von Tianjin kehrte er 1885 nach China zurückkehrte und übernahm die Kontrolle über Nan’ao und Guangdong.
Mit dem Ausbruch des Chinesisch-Japanischen Krieges 1894 zog Liu nach Taiwan, wo er die einheimische Bevölkerung zum Widerstand gegen die japanische Besetzung aufrief, auch nach der Niederlage Chinas. Nach der Abtretung Taiwans an Japan, wie im Vertrag von Shimonoseki 1895 festgelegt, etablierte die taiwanesische Elite eine kurzlebige unabhängige Republik Formosa. Sie brach zusammen, als der Admiral Kabayama Sukenori (1837–1922) mit japanischen Truppen eintraf und als erster Generalgouverneur von Taiwan seine Arbeit aufnahm.  
Liu 1896 besiegt, musste Taiwan aufgeben und kehrte nach China zurück. Seitdem bekleidete er oft wichtige Positionen und wurde als Held der fremdenfeindlichen Bewegung gefeiert.